# Erica Malunguinho
Erica Malunguinho da Silva (Recife, Pernambuco, 20 de noviembre de 1981) es una educadora, artista plástica y política brasileña, afiliada al Partido Socialismo e Liberdade (PSOL).
En 2018, es electa diputada estatal por Sao Paulo, siendo la primera mujer transgénero en la Asamblea Legislativa de São Paulo.
Hizo historia al ser la primera persona transgénero en ser elegida para una legislatura estatal brasileña. Malunguinho creó el quilombo urbano Aparelha Luzia, un espacio cultural negro que reúne a personas afrodescendientes en solidaridad, y un espacio para el arte, la discusión y las actuaciones en torno a la idea de la negritud y la cultura negra.
Poco después de la secundaria, Malunguinho se mudó a São Paulo y comenzó a adoptar su identidad transgénero a través de su transición oficial. Después de graduarse de la Universidad de São Paulo, pasó un tiempo trabajando como artista, activista y educadora. La plataforma electoral de Malunguinho tenía cinco grandes ejes: Renovación Política, Ampliación del Debate, la idea del Quilombo, Derechos Fundamentales y Desafíos Políticos.

## Primeros años e identidad
Malunguinho da Silva nació el 20 de noviembre de 1981 en Recife, Pernambuco. Por coincidencia, su cumpleaños también es el Día Internacional de la Memoria Transgénero, aunque ese día no se observó como tal en el momento de su nacimiento y solo se estableció a principios de la década de 2000. Se le asignó un varón al nacer, fue criada por su madre y su familia extendida, y creció en Recife, Pernambuco. El apellido "Malunguinho" se refiere al culto de Jurema Sagrada, una entidad de los bosques de Pernambuco en Catucá. Esta es una región por donde pasaron sus antepasados. El término "Malungo" es utilizado por descendientes africanos de la familia bantú para significar "camarada" o "compañero". Esta es la forma en que los esclavizados se referirían a otra persona que, como ellos, había cruzado el océano y comenzado una nueva vida.
La madre de la mujer trans, negra, afrobrasileña, la única educada de la familia, trabajaba como enfermera para mantener a Malunguinho, a sus hermanos y a los demás miembros de la casa. Malunguinho creció inmersa en la cultura negra e indígena. “Todos sabíamos que éramos negros, pero cuando eres negro en Brasil, también sufres racismo dentro de la familia”, dijo. "Siempre estábamos comparando quién tenía la nariz más ancha o el pelo más fino".
Después de la secundaria, Malunguinho sintió que "tenía que vivir otra vida". Se mudó a São Paulo cuando tenía 19 años con la idea de reinventarse. Allí empezó a reconocer mejor su identidad de género silenciada, y empezó a entenderse como mujer trans. "Siempre fui trans. Estaba viviendo una vida gay y una vida trans al mismo tiempo". Con el apoyo de su madre, Malunguinho eligió su nuevo nombre.
Durante los siguientes años, Malunguinho asistió a la Universidad de São Paulo para obtener una maestría en estética e historia del arte. Trabajó durante un tiempo como artista plástica y ha producido fotografía, performances, escritos y dibujos. Además de instalar su estudio en el barrio de Campos Eliseos en São Paulo, Malunguinho también pasó los últimos 15 años trabajando como activista y educadora. Ha trabajado en la formación de docentes del ámbito público y privado en temas relacionados con el arte, la cultura y la política.

## Aparelha Luzia
En 2016, Malunguinho transformó su estudio de arte en el centro cultural y político Aparelha Luzia. Es un quilombo urbano y rápidamente se ha dado a conocer como uno de los espacios culturales negros más influyentes e importantes de Brasil. Un quilombo es una sociedad "maroon" brasileña que simboliza el primer acto de resistencia a la esclavitud. Los quilombos de hoy en día suelen ser comunidades negras rurales que defienden su herencia y cultura africanas y sus luchas contra el racismo. Aparelha Luzia es vista como uno de los centros más destacados de la resistencia negra, que reúne a personas negras para encontrar refugio contra el racismo al que se enfrentan a diario. Además, también es considerado un lugar de presentación de producciones artísticas e intelectuales con el objetivo de difundir la producción cultural y política de la negritud. El quilombo, también es sede de fiestas, cursos, formaciones, debates, cumpleaños, y es un lugar para que los negros se conecten y se enfoquen en temas negros. Aparelha Luzia se encuentra en un almacén de 10,000 pies cuadrados y casi todos los días de la semana presenta música en vivo, arte y reuniones. Malunguinho lo creó para que no haya tarifa de entrada, debido a su compromiso de que el espacio esté abierto a la mayor cantidad de personas posible. Aunque Aparelha Luiza se gestiona a través de un colectivo, es el sueño de Malunguinho que ha traído más de 200.000 personas al quilombo en los últimos dos años. Ella ha abogado por que las personas negras de todos los géneros e identidades sexuales se sientan incluidas, aceptadas y protegidas.

## Carrera política
A los 36 años, Malunguinho se convirtió en la primera mujer transgénero en ser elegida para el congreso estatal en Brasil. Una de sus principales motivaciones para postularse fue el asesinato de Marielle Franco, una política afrobrasileña LGBTQ. "Lloré mucho cuando me enteré del asesinato de Marielle. Su proyecto político simplemente fue aniquilado. Fue un mensaje para nosotras de que no deberíamos estar allí peleando por nuestros cuerpos y resistiendo el genocidio y el racismo. Tenía tanto odio en mí. Al mismo tiempo, sabía que necesitaba tomar este odio y hacer algo positivo con él". Malunguinho se postuló como miembro del Partido Socialismo y Libertad (PSOL), uno de los partidos más izquierdistas de Brasil. Su coalición es "Sin Miedo a Cambiar São Paulo". Malunguinho ayuda a combatir el racismo a través del turismo social en los quilombos y territorios indígenas como estrategia para combatir la discriminación y abogar por la protección y visibilidad de las minorías, así como promover una economía sostenible. También instó a luchar por los derechos de la comunidad LGBTQ y afirmó centrarse en los derechos fundamentales de las personas trans y su inclusión laboral. Además, Malunguinho planea apoyar propuestas que beneficien a personas sin hogar y revisar programas de vivienda. Ella desea promover una recepción compasiva en hospitales y comisarías para las sobrevivientes de agresiones sexuales, y abogar por la garantía de una atención civil y tolerante para las mujeres que buscan abortos.

### Plataforma de campaña
Malunguinho se postuló para el congreso con una plataforma de campaña que destacó por cinco características principales:
1. Renovación política: Malunguinho buscaba crear una nueva narrativa política que desafiara la representación tradicional de ciertos grupos en la política. Esto incluía enfoques en artes, educación, movimientos LGBTQ y negros, centrándose en las interseccionalidades dentro del ámbito político institucional.
2. Ampliación del debate: Promovió la conexión entre la sociedad civil y la política, recordando a la gente que la política afecta directamente a las vidas de las personas y que los representantes políticos son individuos reales, no solo figuras abstractas. Quería acercar la política a la gente en lugar de mantenerla distante.
3. Inspiración en los quilombos: Malunguinho fundó un quilombo urbano llamado Aparelha Luzia. Vio los quilombos como espacios políticos para construir comprensión y deconstruir las narrativas marginadoras. Buscaba unir a las personas para colaborar y crear su propia historia.
4. Derechos Fundamentales: Consideraba que los políticos actuales no abordaban adecuadamente las desigualdades y la marginación basada en raza, género y clase. Quería luchar por aquellos excluidos de la sociedad, impulsando cambios en áreas como movilidad, economía, salud, educación, cultura, medios y libertad religiosa.
5. Desafíos políticos personales: Como mujer negra transgénero, Malunguinho entendía las dificultades de entrar en la política, pero sabía que era necesario. Se enfrentó a grupos tradicionalmente poderosos y buscó aportar una nueva perspectiva y enfoque político a la sociedad.

### Controversias y desafíos
Malunguinho afirma que enfrenta muchos desafíos debido a su identidad. Brasil es uno de los países más mortíferos para las personas transgénero, con 179 asesinatos reportados en el año 2017. Esta es la cifra más alta en una década. Además, las mujeres negras están sumamente subrepresentadas en el gobierno de Brasil. Después de esta elección más reciente en 2018, el Senado de Brasil no tuvo un aumento en la representación en la Cámara Alta, con mujeres negras que aún ocupan 12 de los 81 escaños. La Cámara Baja, sin embargo, vio un aumento del cinco por ciento en representantes de mujeres negras, de ocupar previamente 51 escaños, a un aumento con 77 escaños de 513.